# Forêt du Tapcal
La forêt du Tapcal est une forêt départemento-domaniale de l'île de La Réunion. Elle est située dans le cirque naturel de Cilaos sur les contreforts du Grand Bénare, au sud du sommet.
Des expéditions récentes ont mis au jour des signes d'une présence humaine dans cette forêt. Cela signifie qu'elle était une cachette appréciée des Marrons du temps de l'esclavage.
La forêt du Tapcal fait partie, avec les forêts du Grand Matarum et de Bras Sec, de la réserve biologique du Grand Matarum qui s’étend sur plus de 800 ha, de 1200 à plus de 3000 mètres d’altitude. Elles présentent un étagement propre aux conditions géologiques et climatiques particulières, et recèlent des espèces très rares de bois de couleurs des Hauts, de fougères et d’épiphytes. Cette réserve est menacée par les plantes invasives comme le troène de Ceylan, le longose ou le fuchsia.